# 오딘: 발할라 라이징
《오딘: 발할라 라이징》은 라이온하트 스튜디오에서 개발하고, 카카오게임즈에서 출시한 PC/Mobile 멀티플랫폼 MMORPG이다. 북유럽 신화를 바탕으로 한 세계관과 심리스 방식의 오픈월드, 고퀄리티 그래픽, 3D캡쳐와 모션 캡쳐 기술이 적용된 게임으로 주목을 받고 있다.
제목은 북유럽 신화의 주신 오딘과 그가 주관하는 전사들의 천국인 발할라에서 따 온 것이다.